# Tomáš Hořava
Tomáš Hořava (ur. 29 maja 1988) – czeski piłkarz grający w Viktorii Pilzno na pozycji pomocnika.
Reprezentował Czechy na Mistrzostwach Europy U-21 w 2011 roku.